# Saint-Seurin-de-Bourg
Saint-Seurin-de-Bourg è un comune francese di 339 abitanti situato nel dipartimento della Gironda nella regione della Nuova Aquitania.

## Società

### Evoluzione demografica
Abitanti censiti